# Kopivnik
Kopivnik je naselje v Občini Rače - Fram.